# Sylvester Levay
Sylvester Levay (né Lévay Szilveszter) est un compositeur hongrois de musique de film et de comédie musicale, né le 16 mai 1945 à Subotica (alors partie intégrante du Royaume de Hongrie, aujourd'hui en Serbie).

## Biographie

### Jeunesse
Sylvester Levay naît en 1945 à Subotica, ville de Voïvodine, alors située en Royaume de Hongrie. Il commence ses études musicales à l'âge de 8 ans. À l'âge de 15 ans, il remporte le premier prix d'une compétition de composition.

### Entre la scène pop et les écrans
Dès son arrivée à Munich, en 1972, Sylvester Levay rencontre Michael Kunze. Ensemble, ils créeront de nombreux titres, notamment pour le groupe Silver Convention ; ils recevront un Grammy Award pour le titre Fly, Robin, Fly en 1976.
À Munich, il travaille avec Udo Jürgens et Katja Ebstein. Entre 1977 et 1980, il compose et produit pour Elton John et bien d'autres.
En 1983, il collabore comme arrangeur et chef d'orchestre sur plusieurs musiques de films composées par Giorgio Moroder comme Flashdance et Scarface. En 1984, il se fait connaître du grand public grâce au générique de la série télévisée Supercopter.

### Un compositeur phare de comédies musicales
En 1991, Sylvester Levay, lassé de son travail à Hollywood, décide d'explorer de nouvelles voies. Il se lance avec Michael Kunze dans la comédie musicale. Leur première création, intitulée Hexen Hexen, est jouée au théâtre d'Heilbronn.
C'est toutefois l'année suivante, avec Elisabeth, qu'ils vont véritablement s'imposer sur la scène musicale. L'Opéra de Vienne commande au duo leur premier projet majeur. Elisabeth raconte l'histoire d'Élisabeth de Wittelsbach, plus connue sous le nom de l'impératrice Sissi. Dès la mise en place du projet, Levay et Kunze souhaitent s'éloigner du romantisme exacerbé de la saga portée par Romy Schneider. Pour ce faire, ils optent pour un angle métaphorique beaucoup plus sombre et prêtent à l'impératrice une histoire d'amour-haine avec la Mort - cette dernière est généralement interprétée par un homme, le nom « Mort » étant masculin en allemand. Sissi est incarnée par Pia Douwes et la Faucheuse est campée par Uwe Kröger. Le spectacle reste à l'affiche durant plus de six ans à Vienne et est immédiatement considéré comme la renaissance du théâtre musical contemporain en Europe. Il est rapidement exporté vers d'autres pays, comme la Hongrie, la Suède, les Pays-Bas et l'Allemagne. Au Japon, il atteint vite un statut culte, qu'il s'agisse des productions de la Revue Takarazuka ou de la Tōhō. Le succès de leur création surprend tout le monde, à commencer par les auteurs. Ce triomphe change profondément la vie du compositeur : « Quand j'ai tourné le dos à Hollywood il y a vingt ans pour la comédie musicale Elisabeth, je n'imaginais vraiment pas le succès que cette pièce allait me procurer. C'était aussi un avantage de pouvoir composer sans parti pris et de me concentrer pleinement sur l'histoire et ses émotions. Vienne fait désormais partie intégrante de ma vie et de ma famille ».
Le tandem revient en 1999 pour Mozart!. Levay et Kunze décident de faire de Wolfgang Amadeus Mozart une sorte de rock star. Leur trame s'attarde sur les combats que le célèbre compositeur a dû mener pour imposer sa musique, ainsi que sa lutte avec ses propres démons. Un jeune garçon, surnommé « l'enfant de porcelaine », personnifie son côté infantile, son talent mais aussi sa fragilité. Mise en scène par Harry Kupfer, la comédie musicale est jouée du 2 octobre 1999 au 7 mai 2001, cumulant 419 représentations au Theater an der Wien et pas moins de 420 000 spectateurs. Franc succès, le spectacle est notamment monté en Allemagne, en Hongrie, au Japon et en Corée du Sud.
Les deux pièces suivantes du duo, présentées conjointement en 2006, déçoivent : bien que saluées par la critique, Rebecca et Marie-Antoinette sont des échecs financiers dans les pays germanophones. L'une comme l'autre connaissent néanmoins un fort engouement à l'étranger avec des productions au Japon, en Hongrie ou en Corée du Sud.
Le tandem revient en 2014 avec Lady Bess, une œuvre romancée sur les jeunes années d'Élisabeth Ire. Dédiée à la scène nippone, la distribution prestigieuse comprend Mari Hanafusa, Aya Hirano, Ikusaburō Yamazaki, Kazuki Katō, Genki Hirakata, Yūta Furukawa, Keigo Yoshino ou encore Yūichirō Yamaguchi. Grand succès, le spectacle connaît une seconde mouture en 2017, avec un casting presque identique. Importée en Suisse début 2022, la comédie musicale est très bien accueillie et rejouée l'année suivante.
Courant 2016, Levay est en charge de la musique pour l'adaptation sur scène du manga Crest of Royal Family. Le livret et les paroles sont signées par Ogita Kōichi. La comédie musicale bénéficie d'un casting attractif avec notamment Kenji Urai, Naoto Kaihō, Sayaka Kanda, Haruka Kinoshita, Takuya Uehara ainsi que Kanata Irei : deux anciens interprètes de Lady Bess, Genki Hirakata et Yūichirō Yamaguchi, figurent également à la distribution. Ce spectacle rencontre un franc succès et est également programmé en 2017 et 2021.
En 2022, Levay et Kunze concrétisent enfin leur Beethoven, un projet de longue date sur lequel ils travaillent depuis 2011. La comédie musicale est produite par le Centre des arts de Séoul, afin de commémorer le 30ème anniversaire du Centre. Le spectacle est lancé début 2023 avec dans le rôle-titre Park Eun-Tae, Kai et Park Hyo-Shin. Beethoven est monté au Japon quelques mois plus tard, en décembre, avec Yoshio Inoue en Ludwig van Beethoven. 

### Vie privée
Sylvester Levay est marié depuis 25 ans à Monika avec qui il a eu une fille, Alice, et un fils, Sylvester Jr.

## Compositions

### Cinéma
- 1984 : Where the Boys Are de Hy Averback
- 1984 : Body Rock de Marcelo Epstein
- 1985 : Creator d'Ivan Passer
- 1985 : My Man Adam de Roger L. Simon
- 1986 : Choke Canyon de Charles Bail
- 1986 : Cobra de George Cosmatos
- 1986 : L'invasion vient de Mars (Invaders from Mars) de Tobe Hooper
- 1986 : Touch and Go de Robert Mandel
- 1986 : Where Are the Children? de Bruce Malmuth
- 1987 : Mannequin de Michael Gottlieb
- 1987 : La Pie voleuse (Burglar) de Hugh Wilson
- 1987 : Three O'Clock High de Phil Joanou
- 1990 : Heidi - Le Sentier du courage (Courage Mountain) de Christopher Leitch
- 1990 : Navy Seals, les meilleurs (Navy Seals) de Lewis Teague
- 1991 : Dur comme Stone (Stone Cold) de Craig R. Baxley
- 1991 : Hot Shots! de Jim Abrahams
- 1994 : Flashfire d'Elliot Silverstein

### Télévision
- 1984-1986 : Supercopter (Airwolf) (série télévisée) (compositeur du célèbre générique dont les dernières secondes reprennent le crescendo du morceau Trans-Europe-Express de Kraftwerk, ainsi que de la musique additionnelle de certains épisodes)
- 1984 : Time Bomb (TV) de Paul Krasny
- [984 : Invitation pour l'enfer (Invitation to Hell) (TV) de Wes Craven
- 1984 : L'Or du fond des mers (Wet Gold) (TV) de Dick Lowry
- 1984 : A Touch of Scandal (TV) d'Ivan Nagy
- 1985 : The Look (documentaire) de Robert Guralnick
- 1985 : L'engrenage (Sins of the Father) (TV) de Peter Werner
- 1985 : Otherworld (série télévisée) (épisodes inconnus)
- 1985 : Alfred Hitchcock présente (Alfred Hitchcock Presents) (série télévisée) - Saison 1, épisode 5
- 1986 : Annihilator, le destructeur (Annihilator) (TV) de Michael Chapman
- 1986 : Intimate Encounters (TV) d'Ivan Nagy
- 1987 : Top Kids (TV) de Michael Pfleghar
- 1987 : Le Rapt de Kari Swenson (The Abduction of Kari Swenson) (TV) de Stephen Gyllenhaal
- 1987 : Werewolf (TV) de David Hemmings (épisode pilote de la série La Malédiction du loup-garou sous forme de téléfilm
- 1987 : La Malédiction du loup-garou (Werewolf) (série télévisée) - Saison 1, épisode 4
- 1988 : Probe (série télévisée) - Saison 1, épisodes 1 et 2
- 1988 : Poursuite en Arizona (The Tracker) (TV) de John Guillermin
- 1988 : Affaire classée (Case Closed) (TV) de Dick Lowry
- 1988 : Le Monstre évadé de l'espace (Something Is Out There) (TV) de Richard A. Colla
- 1988 : Police Story: Gladiator School (TV) de James Darren
- 1989 : Mannequin sous haute protection (The Cover Girl and the Cop) (TV) de Neal Israel
- 1989 : Duo d'enfer (Hardball) (série télévisée) - Saison 1, épisode 2
- 1989 : Manhunt: Search for the Night Stalker (TV) de Bruce Seth Green
- 1990 : Laker Girls (TV) de Bruce Seth Green
- 1990 : Snow Kill (TV) de Thomas J. Wright
- 1990 : Dark Avenger (TV) de Guy Magar
- 1991 : L'Enlèvement de Peggy Ann Bradnick (Cry in the Wild: The Taking of Peggy Ann) (TV) de Charles Correll
- 1991 : The Owl (TV) d'Alan Smithee
- 1991 : The Heroes of Desert Storm (TV) de Don Ohlmeyer
- 1991 : Plaidoyer pour une victime (False Arrest) (TV) de Bill L. Norton
- 1992 : L'Assassin au fond des bois (In the Deep Woods) (TV) de Charles Correll
- 1992 : Contamination mortelle (Condition: Critical) (TV) de Jerrold Freedman
- 1993 : Un singulier divorce (Dead Before Dawn) (TV) de Charles Correll
- 1993 : I Can Make You Love Me (TV) de Michael Switzer
- 1993 : Donato père et fille (Donato and Daughter) de Rod Holcomb
- 1993 : Les Contes de la crypte (Tales from the Crypt) (série télévisée) - Saison 5, épisode 4
- 1994 : Flashfire d'Elliot Silverstein
- 1997 : Bus 152 (Der Todesbus) de Richard Huber
- 1998-2006 : Medicopter (Medicopter 117 - Jedes Leben zählt) (série télévisée)
- 2005 : Elisabeth (vidéo) de Sven Offen

### Comédies musicales
- 1991 : Hexen Hexen (avec Michael Kunze)
- 1992 : Elisabeth (avec Michael Kunze)
- 1999 : Mozart! (avec Michael Kunze)
- 2006 : Rebecca (avec Michael Kunze)
- 2006 : Marie-Antoinette (avec Michael Kunze)
- 2014 : Lady Bess (avec Michael Kunze)
- 2016 : Crest of the Royal Family
- 2023 : Beethoven (avec Michael Kunze)

## Distinctions
- 1976 : Grammy Award pour Fly, Robin, Fly  avec Sylvester Levay
- 2002 : Goldene Stimmgabel
- 2021 : Berufstitel Professor
- 2016 : Deutscher Musical Theater Preis avec Sylvester Levay